# Nealeurodicus moreirai
Nealeurodicus moreirai là một loài côn trùng cánh nửa trong họ Aleyrodidae, phân họ Aleurodicinae.
Nealeurodicus moreirai được Costa Lima miêu tả khoa học đầu tiên năm 1928.